# Lee-On-Solent Challenger 1984
Il Lee-On-Solent Challenger 1984 è stato un torneo di tennis facente parte della categoria ATP Challenger Series nell'ambito dell'ATP Challenger Series 1984. Il torneo si è giocato a Lee-On-Solent in Gran Bretagna dal 14 al 20 maggio 1984 su campi in terra rossa.

## Vincitori

### Singolare
Simon Youl ha battuto in finale  Jeremy Bates con il punteggio di 7–6, 4–6, 6–3

### Doppio
Doppio non disputato